# Xian de Luannan
Le xian de Luannan (滦南县 ; pinyin : Luánnán Xiàn) est un district administratif de la province du Hebei en Chine. Il est placé sous la juridiction de la ville-préfecture de Tangshan.

## Démographie
La population du district était de 566 823 habitants en 1999.